# Hybrid Theory (EP)
Hybrid Theory EP là một đĩa EP của Hybrid Theory, thu âm và phát hành năm 1999.
Đó là bản thu âm đầu tiên của nhóm theo thứ tự thời gian. Trước đó, năm 1997 band chỉ giới thiệu một băng demo có tên Xero.

## Về đĩa EP
Lúc đó, tên của ban nhạc vẫn còn là Hybrid Theory (trước đó họ được gọi là Xero; về sau band đổi tên vào năm 1998 sau khi Chester Bennington tham gia họ, thế chỗ Mark Wakefield).
Chỉ có 1000 bản được phát hành, và đĩa EP được gửi cho nhiều hãng thu âm, gồm có Hãng thu âm Warner Bros.. Những bản còn lại của EP được gửi cho nhhững thành viên đầu tiên của đội đường phố mới thành lập của Linkin Park.
Ngày 19 tháng 11 năm 2001, Linkin Park Underground (LPU), câu lạc bộ hâm mộ đặc quyền của Linkin Park được thành lập. Sản phẩm đầu tiên của câu lạc bộ được chuyển cho các thành viên và gồm có một bản phối lại của Hybrid Theory EP, với hình ảnh được chỉnh sửa, và có cả lởi nhắn từ ban nhạc. 500 bản đầu tiên của CD được ký tên bởi 6 thành viên của ban nhạc.
Đĩa Hybrid Theory EP đã bán được vài trăm dollar, từ những cuộc bán đấu giá trên mạng như eBay. Hiện tại, cách duy nhất để sở hữu đĩa EP là mua nó từ eBay, tải xuống từ bất kỳ trang web của fan nào hay mạng P2P, hoặc tham gia cuộc thi trong của LPU mà đĩa EP được đặt làm giải thưởng. Dù sao, giải thưởng từ LPU không phải là bản từ đĩa gốc; chúng là đĩa tái bản, kém giá trị hơn. Cũng cần phải thận trọng khi mua đĩa CD trên eBay, vì rất dễ nhầm lẫn một đĩa tái bản với một bản gốc và bị trả nhiều tiền hơn giá trị thực của CD. Sự khác biệt giữa bản phát hành gốc và bản tái bản của LPU gồm:
- Bản gốc ghi 'Sản xuất bởi' ở phía sau là Hybrid Theory (tên band lúc đó); bản tái-bản lại đổi thành Mike Shinoda.
- Bìa đĩa khác nhau, có một khung chữ ở bìa trong của đĩa của bản gốc chứa câu nói sau - "After eight months, she was sure of one thing: that the baby's future would be determined by the convergence of its divided past." (Sau 8 tháng, cô ta chắc chắn về một chuyện: rằng tương lai của đứa bé dựa vào sự hội tụ của những quá khứ đã bị chia cắt của nó.); bản tái-bản thì không.
- Bìa trong của bản gốc có danh sách thành viên nhóm lúc đó, gồm cả tay ghita bass Kyle Christener; bản tái-bản thì chứa một bức thư của Linkin Park gửi tới fan của họ và có thiết kế khác với bản gốc.
- Bản tái-bản của Hybrid Theory EP có bìa sáng hơn của bản gốc, và bức tranh ở bìa trong thì mang sắc lục hơn bản gốc.

## Danh sách Bài hát
1. "Carousel" – 3:00
2. "Technique (Ngắn)" – 0:40
3. "Step Up" – 3:55
4. "And One" – 4:33
  - Chứa một bài hát ẩn có Mike đọc rap theo kiểu báo điềm xấu. Bài hát ẩn dài khoảng 1 phút.
5. "High Voltage" – 3:30
6. "Part of Me" – 12:44 
  - Kết thúc lúc 4:06, đoạn nhạc không lời số 7, tương tự như Session, bắt đầu lúc 10:00.

## Thành phần Ban nhạc
- Chester Bennington – Ca sĩ, đôi khi chơi ghita
- Mike Shinoda – Ca sĩ, MC, đàn điện tử, tay ghita đệm, phối âm
- Brad Delson – ghita
- Kyle Christener - Bass
- Rob Bourdon – trống
- Joe "Mr. Hahn" Hahn – Đẩy đĩa, phối âm

## Thành viên tham gia
- Sản xuất bởi Mike Shinoda.
- "Carousel" – Sáng tác: Mike Shinoda, Joe Hahn, Brad Delson, Chester Bennington và Rob Bourdon. Sản xuất và phối bởi Mudrock và Mike Shinoda.
- "Technique" (Ngắn) – Sáng tác: Mike Shinoda và Joe Hahn. Sản xuất và phối bởi Mike Shinoda.
- "Step Up" – Sáng tác: Mike Shinoda, Joe Hahn và Brad Delson. Sản xuất và phối bởi Mike Shinoda.
- "And One" – Sáng tác: Mike Shinoda, Joe Hahn, Brad Delson, Chester Bennington và Rob Bourdon. Sản xuất và phối bởi Mudrock và Mike Shinoda.
- "High Voltage" – Sáng tác: Mike Shinoda, Joe Hahn và Brad Delson. Sản xuất và phối bởi Mike Shinoda.
- "Part of Me" – Sáng tác: Mike Shinoda, Joe Hahn, Brad Delson, Chester Bennington và Rob Bourdon. Sản xuất và phối bởi Mudrock and Mike Shinoda.
- Bài số 7 sáng tác, sản xuất và phối bởi Mike Shinoda.
- Điều hành bởi Pat Kraus.
- Quản lý hình ảnh bởi Mike Shinoda.
- Vẽ bìa bởi Mike Shinoda và Joe Hahn.
- Bass bởi Kyle Christener và Brad Delson.